# Supovi
Supovi (lat. Gyps) su rod u potporodici strvinara starog svijeta (Aegypiinae). Dio su porodice Accipitridae. Svi supovi su velike do vrlo velike ptice i smatraju se općenito najvećim grabljivicama. Najveći, himalajski sup (Gyps himalayensis) doseže raspon krila do 2,89 metara i može biti težak do 12 kilograma. Kod svih vrsta glava i vrat pokriveni su gustim, bijelim paperjem. Vrlo snažan kljun je dug i srpolik. uz korijen vrata imaju pernati nabor koji je sprijeda prekinut. Krila su im vrlo dugačka i široka, a rep relativno kratak i ravan ili lagano zaobljen. Ne hvataju živi plijen i hrane se gotovo isključivo strvinom.
Gnijezde se i žive u kolonijama. Imaju vrlo dobar vid, i mogu vidjeti strvinu na udaljenosti od 
nekoliko kilometara. U Hrvatskoj živi bjeloglavi sup (Gyps fulvus), jedina veća kolonija je na otoku Cresu.
Osam vrsta koliko ih ima u ovom rodu nastanjuju Južnu Europu, Afriku i južni dio istočne Azije. 

## Vrste
- Bjeloglavi sup Gyps fulvus
- Bengalski sup,  Gyps bengalensis
- Rüppellov sup, Gyps rueppelli
- Indijski sup, Gyps indicus
- Gyps tenuirostris - ranije je ova vrsta bila uključena u G. indicus
- Himalajski sup Gyps himalayensis
- Bjeloleđi sup,  Gyps africanus
- Gyps coprotheres

## Drugi projekti
|  | Zajednički poslužitelj ima stranicu o temi Supovi |
|  | Wikivrste imaju podatke o taksonu Supovima        |